# Madeline Groves
Madeline Groves (ur. 25 maja 1995 w Brisbane) – australijska pływaczka specjalizująca się w stylu motylkowym, dwukrotna wicemistrzyni olimpijska z 2016 roku.

## Kariera pływacka
Groves pierwsze medale międzynarodowych imprez zdobyła na Igrzyskach Wspólnoty Narodów w 2014 roku. Płynęła w eliminacjach konkurencji sztafet 4 × 100 m stylem dowolnym i 4 × 200 m stylem dowolnym. Dzięki temu wywalczyła dwa złote medale, kiedy sztafety australijskie zajęły w finale pierwsze miejsce. Oprócz tego z czasem 2:08,44 min uplasowała się na trzecim miejscu na dystansie 200 m stylem motylkowym.
Rok później, na mistrzostwach świata w Kazaniu była dziewiąta na 200 m motylkiem. Podczas półfinału na tym dystansie uzyskała czas 2:08,00. W konkurencji 100 m stylem motylkowym nie zakwalifikowała się do finału i z czasem 58,17 zajęła ostatecznie 11. miejsce. Brała także udział w eliminacjach konkurencji sztafet zmiennych 4 × 100 m, w której reprezentacja Australii wywalczyła w finale brąz.
Na igrzyskach olimpijskich w Rio de Janeiro zdobyła dwa srebrne medale. Pierwszy wywalczyła na dystansie 200 m stylem motylkowym, gdzie przypłynęła 0,03 s za Hiszpanką Mireią Belmonte i uzyskała czas 2:04,88. Swój drugi medal olimpijski zdobyła płynąc w eliminacjach sztafet 4 × 100 m stylem zmiennym. W finale sztafeta australijska o 0,01 s wyprzedziła Dunki i uplasowała się na drugim miejscu.